# شهرستان وابکند
ناحیهٔ وابکند (به ازبکی: Vobkent tumani، وابکېنت تومنی) یک ناحیه در ازبکستان است که در ولایت بخارا واقع شده‌است. ناحیه وابکند ۱۴۸٬۷۰۰ نفر جمعیت دارد.
در تابعیت شهرستان وابکند، یک شهر (وابکند) سه شهرک (شیرین، کاسَری، نوبهار)، و یازده جماعت دهات (احسان، امام‌قاضی‌خان، پیرمست، خلج، خیره‌باتچه، راه‌کند، قبچاق، قونغیرات، کوموش‌کند، هرگوش، ینگی‌کند) قرار دارند.